# Мъридиън (Айдахо)
Мъридиън (на английски: Meridian, звуков файл и буквени символи за произношение ) е град в окръг Ейда, щата Айдахо, САЩ. Мъридиън е с население от 64 642 жители (2007) и обща площ от 30,5 km². Намира се на 794 m надморска височина. ЗИП кодът му е 83642, 83646, 83680, а телефонният му код е 208.